# Frans Hoebenshal
De Frans Hoebenshal was een sporthal in de wijk Koolhof in de Nederlandse gemeente Deurne.
De hal, genoemd naar burgemeester Frans Hoebens, was voorzien van een opvallend koepeldak, dat vanuit de lucht van ver waarneembaar was. De koepel met een industrieel vervaardigde koepelconstructie van het bedrijf Temcor Inc. uit de Verenigde Staten, geproduceerd naar een ontwerp van de vooraanstaande Amerikaanse architect Richard Buckminster Fuller, overspande een afstand van 53 meter. De hal met een vijfhoekig grondplan werd gebouwd in de jaren 1977-1978. De kosten bedroegen vier miljoen gulden.
De materialen voor de koepel werden geleverd door het bedrijf IBC uit Best, dat de exclusieve Europese rechten op het bouwsysteem van Temcor Inc. bezit. IBC Utiliteitsbouw BV is tegenwoordig een onderdeel van Heijmans.
In Nederland werd vóór de Frans Hoebenshal slechts drie keer eerder een dergelijke constructie toegepast, namelijk bij het Aviodome op Schiphol (1971, gedemonteerd en weer op te bouwen te Barneveld, bij de Olympushal te Zoetermeer (1978) en bij sporthal De Schulp te Budel (gesloopt in 2009). De koepel aan de IBCweg in Best en de koepel van het Nationaal Automuseum in Raamsdonksveer zijn vermoedelijk jonger dan deze koepels. In 2012 werd gestart met de bouw van een houten geodetische koepel in Diergaarde Blijdorp, Rotterdam.
In het kader van de reconstructie van het hart van de wijk Koolhof werd de Frans Hoebenshal in maart 2013 gesloopt.